# Dagmāra Beitnere-Le Galla
Dagmāra Beitnere-Le Galla (ur. 13 marca 1955 w Windawie) – łotewska socjolog, nauczyciel akademicki i polityk, wiceprzewodnicząca Sejmu XIII kadencji, od 2024 przewodnicząca Nowej Partii Konserwatywnej. 

## Życiorys
W 1980 ukończyła studia na Uniwersytecie Łotwy, w 2003 na tej samej uczelni doktoryzowała się w dziedzinie socjologii. Została nauczycielem akademickim w instytucie filozofii i socjologii macierzystego uniwersytetu.
Dołączyła do Nowej Partii Konserwatywnej. W 2017 z współtworzonej przez tę partię listy została wybrana do rady miejskiej w Jurmale. W wyborach w 2018 uzyskała mandat posłanki na Sejm XIII kadencji. Powołana następnie na wiceprzewodniczącą łotewskiego parlamentu. W 2021 stanęła na czele parlamentarnej grupy łotewsko-polskiej. W wyborach w 2022 nie ubiegała się o reelekcję, motywując tę decyzję chorobą męża.
W 2024 powróciła do działalności politycznej, we wrześniu tegoż roku objęła funkcję przewodniczącej Nowej Partii Konserwatywnej.

## Życie prywatne
Jej mężem został francuski inżynier Hervé Le Gall; ma dwie córki.